# Exeter (New Hampshire)
Exeter település az Amerikai Egyesült Államok New Hampshire államában, Rockingham megyében, melynek megyeszékhelye is. Lakosainak száma 16 049 fő (2020. április 1.).

## Közlekedés
A települést érinti az Amtrak egyik távolsági vasúti járata is, a Downeaster.

## Népesség
A település népességének változása:

| 2010 | 14 306 |
| 2020 | 16 049 |